# Herbert Kaufmann (Mediziner, 1941)

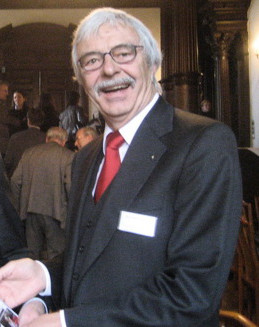
Herbert Kaufmann während eines Symposiums der Universitäts-Augenklinik Gießen 2011 zu seinem 70. Geburtstag

Herbert Kaufmann (* 23. Januar 1941 in Düsseldorf) ist ein deutscher Augenarzt und Strabologe (Schielforscher) und gilt als einer der führenden Protagonisten auf diesem Gebiet der Augenheilkunde. Als Nachfolger von Curt Cüppers war er ab 1978 28 Jahre lang Direktor der Augenklinik für Schielbehandlung und Neuroophthalmologie des Universitätsklinikums Gießen, davon sechs Jahre auch der gesamten Universitäts-Augenklinik Gießen. Als solcher knüpfte er an die traditionsreichen wissenschaftlichen und klinischen Leistungen seines Vorgängers an und baute das Renommee der Gießener Klinik als „Mekka der Strabologie“ weiter aus. Kaufmann setzte vor allem im Bereich der Transpositionschirurgie neue Impulse hinsichtlich innovativer und verfeinerter Operationsverfahren und -dosierungen bei Schielerkrankungen, Augenmuskelparesen und Nystagmus, sowie der Erforschung von Dosis-Wirkungs-Verhältnissen unterschiedlicher Eingriffe und OP-Techniken.
Durch sein Engagement und seine Präsenz in zahlreichen nationalen und internationalen wissenschaftlichen Gremien, Kommissionen und Fachgesellschaften festigte er den Stellenwert der Strabologie und Neuroophthalmologie in Wissenschaft, Politik und Öffentlichkeit. Weit über 300 Publikationen und nicht zuletzt das bis heute als Standardwerk geltende Fachbuch „Strabismus“ untermauern seinen Einfluss als Arzt, Lehrer und Wissenschaftler über die Fachgrenzen hinaus.
Neben seiner universitären Tätigkeit war Kaufmann über 20 Jahre lang Hessischer Landesarzt für sehbehinderte und blinde Menschen. Er wurde im März 2007 emeritiert und war anschließend noch bis 2011 als Ophthalmochirurg in einem Medizinischen Versorgungszentrum in Fürth tätig. Er ist mit der Augenärztin Angelika K. Kaufmann verheiratet und lebt in Gießen.

## Leben
Kaufmann studiert von 1960 bis 1966 Medizin in Bonn und München und schreibt seine Dissertation über das Thema „Über die Bedeutung der Verstellung der Körpertemperatur im O2-Mangel für die O2-Aufnahme“. Seine Promotion und augenheilkundliche Fachausbildung erhält er zwischen 1967 und 1971 ebenfalls in Bonn. Er wird tätig unter Robert Siebeck, Erich Weigelin und Wolfgang Straub und habilitiert sich 1973. Bevor er sich der Strabologie und Neuroophthalmologie zuwendet, liegt sein wissenschaftlicher Schwerpunkt auf der Durchblutung und Druckregulation des Auges. 1976 wird Kaufmann zum außerplanmäßigen Professor ernannt und erhält 1978 den Ruf auf die C3-Professur nach Gießen als Direktor der über die Jahre mehrfach umbenannten Universitäts-Augenklinik für Schielbehandlung und Neuroophthalmologie. Damit ist auch die Leitung der an die Klinik angeschlossenen Lehranstalt für Orthoptisten verbunden. Er erhält 1997 nach Cüppers die zweite C4-Professur für dieses spezielle Teilgebiet der Augenheilkunde in Deutschland. 2001 übernimmt er auch die Direktion für die gesamte Gießener Universitäts-Augenklinik. Bis zu seiner Emeritierung 2007 hat er beide Ämter inne.
Kaufmann ist Mitglied zahlreicher wissenschaftlicher Gremien und Fachgesellschaften. 1982 wird er für fünf Jahre Schriftführer der European Strabismological Association (ESA) und übernimmt von 1987 bis 1991 deren Vizepräsidentschaft. Von 1987 bis 1993 fungiert er als Herausgeber der Proceedings der ESA. Er ist 1985 Gründungsmitglied der Bielschowsky-Gesellschaft für Schielforschung und Neuroophthalmologie (2023 umbenannt in Gesellschaft für Strabologie, Neuroophthalmologie und Kinderophthalmologie) und wird von 1997 bis 2001 ihr Präsident. Zwischen 1990 und 1998 ist er Leiter des Arbeitskreises Strabismus des Berufsverbandes der Augenärzte Deutschlands (BVA). Von 1999 bis 2006 ist er Programmkommissionsmitglied der Jahrestagung der Akademie der Augenärzte Deutschlands (AAD), von 1998 bis 2002 Präsidiumsmitglied der Deutschen ophthalmologischen Gesellschaft (DOG). Darüber hinaus ist er viele Jahre lang bis 2008 Mitherausgeber der „Klinischen Monatsblätter für Augenheilkunde“.
Neben der ärztlichen Aus- und Weiterbildung und seinem berufspolitischen Engagement ist Kaufmann insbesondere an der engen und fruchtbaren Zusammenarbeit mit dem Berufsverband Orthoptik Deutschland sowie an der qualitativ hochwertigen Ausbildung dessen Mitglieder gelegen. Er ist Vorsitzender der Kommission für Orthoptistinnenfragen von DOG und BVA. Als Leiter der Lehranstalt für Orthoptisten stellt er sicher, dass die hohe wissenschaftliche Qualität des klinischen Leistungsspektrums den substantiellen und inhaltlichen Anforderungen des Lehrbetriebes zugutekommen, und damit der Ruf der Schule als das auf diesem Gebiet führende Ausbildungsinstitut weiter gefestigt werden kann.

## Auszeichnungen
Für seine umfangreichen wissenschaftlichen und klinischen Leistungen erhielt Kaufmann zahlreiche Ehrungen und Auszeichnungen. Auszugsweise sind zu erwähnen:
- Ehrenmitglied der European Strabismological Association (ESA)[11] und 2007 mit der „Lecture“ des Kongresses betraut.
- Seit 2024 Ehrenmitglied der Deutschen ophthalmologischen Gesellschaft (DOG)[12]
- Seit 2009 Ehrenmitglied der Bielschowsky Gesellschaft für Schielforschung und Neuroophthalmologie
- Im Jahr 2017 Aufnahme in die „Hall of Fame Ophthalmologie“ der Deutschen Ophthalmochirurgen (DOC) für sein herausragendes Lebenswerk und seine Verdienste um die Augenheilkunde[13]

## Veröffentlichungen
Kaufmann veröffentlichte mehr als 300 Publikationen, darunter über 200 Originalarbeiten vorwiegend als Erst- oder Alleinautor. Er verfasste zudem eine Reihe von Buchbeiträgen und hielt über 400 Vorträge im In- und Ausland. Sein bemerkenswertestes Werk ist die als Lehrbuch und Standardwerk geltende Publikation „Strabismus“, die zwischen 1986 und 2024 bereits fünf deutsche und eine französische Auflage erfuhr.